# Brynkinalt
Brynkinalt is een historisch landgoed en landhuis nabij Chirk in Wales. Brynkinalt Hall (Welsh: Neuadd Bryncunallt) werd gebouwd in 1612 vermoedelijk naar een ontwerp van Inigo Jones en in opdracht van Edward Trevor, wier adellijke familie er sinds 942 verbleef. De hal in Jacobijnse stijl werd grondig gerenoveerd en uitgebreid in 1808, met nieuwe gotische elementen, en op het domein werd verschillende bijgebouwen en folly's opgericht. Het gebouw is nog altijd in het bezit van de familie Trevor. Het is Grade II-listed en wordt verhuurd voor evenementen. In 2022 werden in het huis en op het landgoed de meeste scènes van Lady Chatterley's Lover opgenomen.